# Tobias Schiegl
Tobias Schiegl, né le 5 octobre 1973 à Kufstein, est un lugeur autrichien. Avec son cousin Markus Schiegl, il a participé à cinq éditions des Jeux olympiques d'hiver entre 1994 et 2010. Il est champion du monde en 1996 et 1997.

## Palmarès

### Jeux olympiques
| Édition/Discipline | Double |
| JO 1994            | 10e    |
| JO 1998            | 4e     |
| JO 2002            | 6e     |
| JO 2006            | 4e     |
| JO 2010            | 8e     |

### Championnats du monde
- 5 médailles d'or (double et par équipes en 1996, double et par équipes en 1997 et par équipes en 1999)
- 5 médailles d'argent (par équipes en 1993, double en 1999, double en 2003, double en 2007 et par équipes en 2008)
- 4 médailles de bronze (par équipes en 1995, par équipes en 2000, double en 2001, double en 2008)

### Championnats d'Europe
- 2 médailles d'argent (par équipes en 1996, double en 2002)
- 6 médailles de bronze (par équipes en 1994, double et par équipes en 1998, double en 2000, par équipes en 2002, double en 2010)

### Coupe du monde
- Meilleur classement général : 2e en 1994 et 1999.
- 37 podiums en double dont 5 victoires.